# Kibe Loco
Kibe Loco foi um site humorístico brasileiro criado em 2002 pelo publicitário, autor, roteirista, ator e apresentador carioca Antonio Tabet.

## Histórico
O site começou em 1996, como uma coluna de humor em um jornal estudantil escrita pelo então estudante publicitário Antonio Tabet, na Escola de Comunicação da Universidade Federal do Rio de Janeiro (UFRJ).
Em 2002, então funcionário do departamento de marketing da Icatu Hatford, Tabet costumava enviar piadas e fotomontagens por e-mail aos companheiros de trabalho. Monitorado pelo departamento de TI da empresa, Tabet decidiu armazenar todo conteúdo enviado anteriormente por e-mail em uma página na internet, o que se transformou no site Kibe Loco.
Em 2004, o site atingiu a marca pico de quatro milhões de visitas quando publicou o vídeo que mostrava o jornalista William Bonner imitando o estilista Clodovil. Este marco de audiência fez com que o site se popularizasse ainda mais e Tabet passou a se dedicar exclusivamente à edição do site em 2005, quando fotomontagens a respeito do escândalo do Mensalão repercutiram bastante.
Em 2005, com o convite da Globo e do apresentador Luciano Huck, Kibe Loco estreou na televisão através do programa Caldeirão do Huck com o quadro Kibe Loco TV, no qual Tabet protagonizava esquetes com câmeras escondidas.
Em 2007, o acesso diário do site cresceu para cento e oitenta mil. No mesmo ano, Antonio Tabet ganhou o prêmio de Melhor Blog da revista Info Exame. O site Kibe Loco passou então a ser hospedado na Globo.com.
Em março de 2012, Antonio Tabet assinou contrato com o R7 e, a partir do mesmo mês, o Kibe Loco passou a ser hospedado no portal da Rede Record. Naquela época com mais de 500 mil visitas diárias, o Kibe loco era um dos blogs mais acessados do Brasil.
Também em 2012, o Kibe Loco lançou com exclusividade e ineditismo os vídeos do canal Porta dos Fundos.
Em 2015, Tabet iniciou um programa de humor no canal TBS com o nome Show do Kibe, nos qual Tabet realiza entrevistas aos seus convidados antes das câmeras serem oficialmente ligadas.
Em outubro de 2020 a página foi retirada do ar.

## Etimologia
O nome "Kibe Loco" se origina de "Kibe" por causa da ascendência árabe de Antonio Tabet, criador do site, e "Loco" porque o portunhol era o idioma utilizado na coluna extinta que Antonio produzia no jornal da faculdade UFRJ.

## Críticas
Em meio à explosão de popularidade dos blogs no Brasil em meados da década de 2000, o jornalista Ricardo Noblat, que definiu Antonio Tabet como "um senhor de meia idade, que faz um esforço enorme para parecer engraçado", declarou que, por não disponibilizar espaço para comentários ou outros meios de interatividade com o leitor, o Kibe Loco não poderia ser considerado um blog, acusando-o ainda de estar simplesmente tentando pegar carona no sucesso do meio. A acusação se deu após a participação de Tabet no debate "Blogs, Uma Revolução na Imprensa", promovido pelo O Globo em 2006.
No mesmo ano, o site chegou a provocar celeuma no Senado Federal, quando levou às lágrimas a senadora Heloísa Helena, tendo postado uma montagem em que ela ilustraria a capa da revista Playboy. A então senadora, ex-candidata à Presidência da República, presidindo sessão do Senado, acusou estar sendo "vítima de machismo", chegando às lágrimas, dando conotação político-partidária à montagem publicada pelo Kibe Loco.
Tabet já foi acusado de plágio por diversas vezes, fato que teria levado à origem da gíria "kibador", um sinônimo para quem veicula material criado por outros sem sequer citar as fontes. Tabet por sua vez se defendeu alegando que tais críticas carecem de provas, que não é plagiador e que corrige as ocorrências quando as descobre.